# 彭家聲
彭家聲（1932年1月26日—2022年2月16日），果敢政治人物，出生于果敢红石头河，祖籍中国四川会理县，是一个果敢族军阀，人稱“果敢王”。他是緬甸民族民主同盟軍创建者，曾任缅甸掸邦第一特区政府主席。

## 早年
彭家聲為果敢人，祖籍中國四川会理县，1932年1月26日（农历辛未年腊月十九）生于果敢红石头河:479-480，出身於與果敢土司姻親的彭家。其父彭積昌生有七子，他是長子。幼年跟隨祖父彭會文移居雲南鎮康縣勐捧水桑橋，在那裏小學畢業，後來考入德黨原鎮康中學讀初中。1949年春因共革盟之亂輟學回到果敢:479-480。同年4月進入軍事訓練學校──新城進修班，接觸到了接受過黃埔軍校新式軍事訓練的中國國民革命軍軍官的教育，与坤沙、羅星漢等毒枭为同期同学，之後被分配到果敢土司的自衛隊任基層軍官，歷任分隊長、中隊長、警察局長、稅務局長等職務。1957年辭職回家務農經商。之後，歷任紅石頭河小學教務主任、地方聯防中隊長等職:479-480。

## 參与果敢革命
1959年，果敢土司楊振材的世襲權被撤銷。1962年，奈溫將軍從民選政府吳努手中奪取了政權，撕毀聯邦協議，逮捕土司家族成員。1963年10月，彭家聲應召參加果敢革命軍，擔任光明大隊副隊長。兩年後，果敢革命軍瓦解，被遣散歸鄉。1965年7月24日，彭家聲在西山區再度起兵，建立果敢人民革命軍，自任大隊長，與緬甸政府軍對抗。他曾先後與原果敢革命軍的領導人楊振業、楊振勳合作。1967年7月因戰敗逃入中國雲南的勐堆，隨後加入缅甸共产党，其部隊改組為緬甸人民軍第一支隊（即404部隊），彭家聲任支隊長。1968年1月4日，他率部返回果敢，最終奪得果敢除了滾弄地區以外的控制權。1969年8月8日，他被緬共任命為果敢縣縣長。10月率部渡過薩爾溫江，與羅相率領的303部隊會合，成立緬共的東北軍區，彭家聲被任命為軍區副司令。1971年參加組織指揮滾弄戰役，但未能勝利。之後率兵南下佤邦，參加開闢佤邦根據地:479-480。

## 特區時代
1988年11月27日，彭家聲返回果敢。1989年3月11日，彭家聲率部退出緬甸共產黨，成立果敢民族民主同盟軍，自任總司令:479-480。他宣佈終止緬共在果敢的一切組織及活動，全面接管果敢及薩爾溫江以西的勐古，與緬甸聯邦政府達成和解:283。缅甸政府遂承認果敢的自治地位。1990年緬甸撣邦第一特區正式成立，彭家聲任特區主席:21。1992年果敢發生政變，楊茂良奪取政權:479-480，彭家聲率支持者撤離果敢，前往掸邦东部第四特区勐拉，後在弄丘建立根據地。1995年11月，彭家聲乘楊茂良出兵勐古之際，在佤邦聯合軍和撣邦東部民族民主同盟軍的支持下重返果敢:433-434。次年元旦，彭家聲被推舉為第一特區政府主席:479-480，彭家富任特區政府副主席、同盟軍總司令:483，其家族實際掌握果敢政權。
自1989年起:377，彭家聲下令禁絕罌粟種植，禁毒事務先後曾由彭家富、白所成、彭德仁等人主管:377。任內還開拓了能源交通、城鄉建設、替代種植、教科文衛等事業:479-480。
2009年果敢軍事衝突爆發。8月22日，緬甸政府以涉嫌製毒販毒、非法製造販賣武器為由，對特區主席彭家聲、同盟軍司令彭家富、副司令彭德仁、果敢副縣長彭德禮四人發出通緝令:313，特區駐臘戍辦事處主任楊振明也遭緬甸當局拘禁。翌日，在彭家聲的授意下，同盟軍總司令彭家富開會，決定將司令一職轉交彭德仁接替，讓彭家富、白所成暫離果敢。然而這個決定未獲白所成等將領的支持。是日夜間，緬甸軍隊對果敢發起進攻，彭家聲決定停止談判。24日，白所成、魏超仁、劉國璽、明學昌等人發動兵變奪權，宣佈同緬甸政府合作並放棄抵抗。25日，撣邦第一特區臨時管理委員會成立，以白所成為主席。26日，彭家聲、彭家富、彭德禮等人經清水河逃往佤邦南鄧特區避難:453-456。
留在果敢的同盟軍於2009年12月2日被緬甸政府收編為緬甸邊防部隊1006邊防營:453-456。流亡在外的彭家聲派系則仍以同盟軍的名號活動，對抗緬甸軍隊。2014年，果敢同盟军与克钦独立军、德昂民族解放军、若开军、北掸邦军结盟，共同抵抗缅军，重返果敢江西地区开展游击战，连战连胜，聲稱击毙击伤缅军几百名，击毙缅军营长一名。2014年12月，彭家聲在緬北露面接受《環球時報》記者專訪。2015年2月，84歲的彭家聲试图卷土重來，率部與緬政府激戰。

## 去世
彭家声于缅甸时间2022年2月16日5时40分在家中去世，得年94岁。3月29日，举行追悼会。31日，举行葬礼，墓址位于佤邦勐波县勐平区东北一座山丘上。

## 家庭及私人生活
彭家聲作為家中長子，共有兄弟六名，除二弟夭折外，其餘五人全部曾在果敢身居要职。此外，其子女在果敢地區均曾任要職，其中，長女彭新春（緬甸名：Daw Nang Yin）的丈夫吳再林曾任撣邦東部第四特區主席。
- 長子彭德仁，曾任撣邦第一特區政府財政部部長、現任緬甸民族民主同盟軍司令員。
- 次子彭德义，曾任果敢交警大隊大隊長。
- 三子彭德禮，曾任果敢县副县长兼果敢特区银行行长。
- 五子彭德禄，曾任商业贸易公司总经理。
- 三弟彭家富，曾任缅甸民族民主同盟军总司令，已於2017年病逝。
- 四弟彭家贵，曾担任原撣邦第一特區执法处处长。
- 五弟彭家荣，曾任撣邦第一特區（果敢）首府老街市市长。
- 六弟彭家华，曾任果敢民族民主同盟軍连长。
- 七弟彭家振，曾任果敢民族民主同盟軍副参谋长。

## 參见
- 2009年果敢軍事衝突
- 2015年果敢军事冲突